# WINGS (X.Y.Z.→Aのアルバム)
『WINGS』（ウイングス）は、X.Y.Z.→Aの5枚目のアルバム。2006年12月13日にリリースされた。

## 解説
X.Y.Z.→Aのスタジオアルバムとしては5枚目のアルバムであり、バンド初のコンセプトアルバムである。
同アルバムの帯には「奇跡のハードロックバンド X.Y.Z.→A　3年振りのNEW ALBUMここに完成！」と記されている。
エンジニア・プロデューサーにWYN DAVIS(ウェイン・デイヴィス)を、1st(Asian Typhoon)、2nd(METALIZATION)アルバム振りに起用している。
ミックス、マスタリングをLAにあるWYN DAVISのスタジオ、Total Access Recording Studioで行い、更に北京にてフルストリングスオーケストラを導入した。

## 収録曲
1. Heavy Road
作詞 / 作曲：ファンキー末吉
2. A Man Has Captured The Sun
作詞 / 作曲：ファンキー末吉
3. I Love Rock And Roll Life
作詞 / 作曲：二井原実
4. Screamers
作詞：二井原実 / 作曲：橘高文彦
5. I Am Addicted To You
作詞：二井原実 / 作曲：橘高文彦
6. Optimism-Self Therapy
作詞 / 作曲：二井原実
7. Absolutely Wonderful Night!
作詞：二井原実 / 作曲：ファンキー末吉
8. Incubation
作曲：橘高文彦
9. For Whom The Bell Tolls
作詞：二井原実 / 作曲：ファンキー末吉
10. Wings~Fire Bird(medley)
作詞 / 作曲：ファンキー末吉